# Wide Field and Planetary Camera
A Wide Field and Planetary Camera (magyarul: széles látószögű és planetáris kamera) a Hubble űrtávcső 1990-es indulásakor a fedélzeten lévő öt tudományos műszer egyike.
A kamera képes volt megfigyeléseket végezni infravörös, látható fény és ultraibolya tartományokban, szám szerint 115 nm-től 1000 nm-es hullámhosszig érzékelte a fotonokat.
Az eszköz három évig szolgált hibátlanul a műholdon, de az űrtávcső főtükrének hibája miatt sosem tudták maximálisan kihasználni adottságait, ezért a WFPC-1 által készített képekre jellemző a homályosság és szemcsésség.
A utódjának szánt Wide Field and Planetary Camera 2-t még a teleszkóp felbocsátása előtt elkezdték megépíteni. A cserére 1993 decemberében került sor, az első szervizküldetés alkalmával.